# Courcelles (metrostation)
Courcelles is een station van de metro in Parijs langs metrolijn 2, op de grens van het 8e en het 17e arrondissement. De naam is afgeleid van een poort in de Muur van de Belastingpachters, een van de muren die na de middeleeuwen rond Parijs opgetrokken werden. De ringmuur werd gebouwd vanaf 1785 op vraag van de Ferme générale en werd in 1860 afgebroken bij de bouw van de volgende ringmuur rond Parijs. De muur was ongeveer 24 km lang en volgde ongeveer het huidige traject van de metrolijnen 2 en 6.

## Geschiedenis
Het station werd geopend op 7 oktober 1902, bij de uitbreiding van metrolijn 2 van station Étoile (het huidige station Charles de Gaulle - Étoile) tot station Anvers.

## Aansluitingen
- Bus (RATP): 30 - 84

Porte Dauphine · 
Victor Hugo · 
Charles de Gaulle - Étoile · 
Ternes · 
Courcelles · 
Monceau · 
Villiers · 
Rome · 
Place de Clichy · 
Blanche · 
Pigalle · 
Anvers · 
Barbès - Rochechouart · 
La Chapelle · 
Stalingrad · 
Jaurès · 
Colonel Fabien · 
Belleville · 
Couronnes · 
Ménilmontant · 
Père Lachaise · 
Philippe Auguste · 
Alexandre Dumas · 
Avron · 
Nation